# 대진경교유행중국비

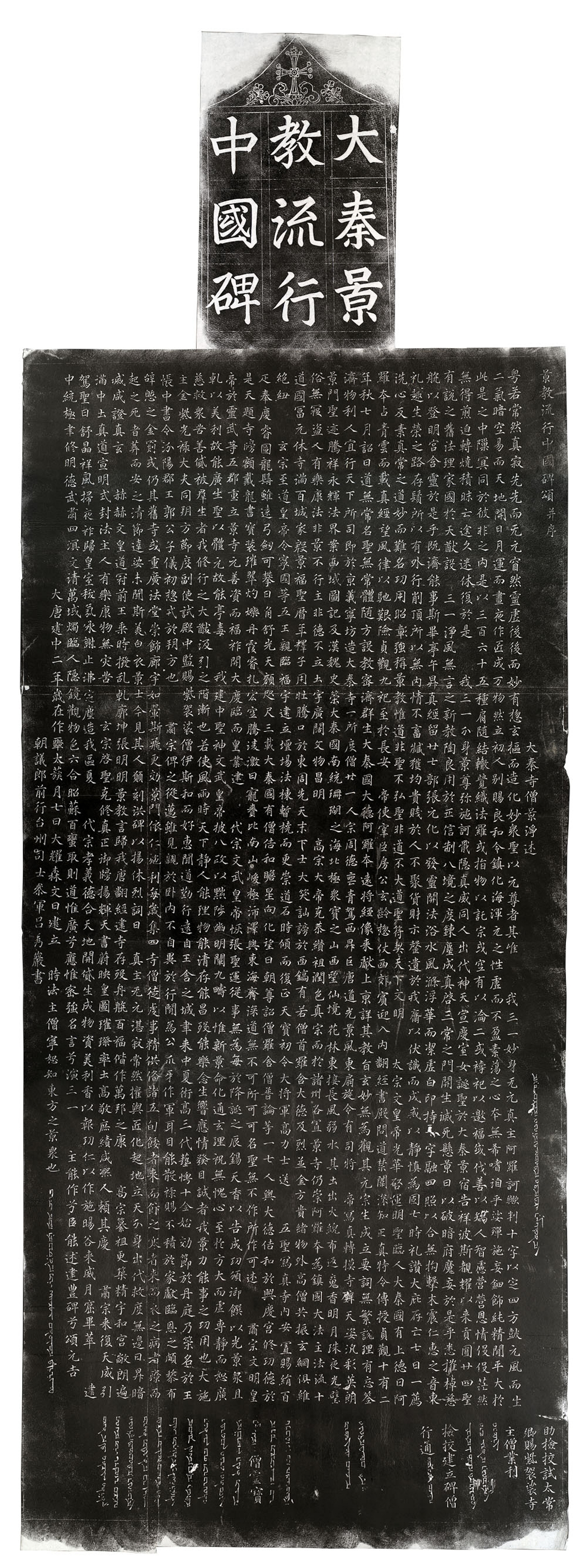
대진경교유행중국비

대진경교유행중국비(大秦景教流行中國碑)는 중국 당(唐) 건중(建中) 2년(781년)에 장안 서녕방(西寧坊)의 대진사(大秦寺)에 세워진 경교(景敎)의 중국 전래를 전하는 비석이다. 명대(明代)에 재발견되어 시안비림박물관(西安碑林博物館)으로 옮겨져 보관되고 있다.

## 개요
431년에 에페소스 공의회에서 이단으로 몰려 금지당한 네스토리우스파는 이후 서아시아・중앙아시아로 전파되었다. 그 무렵 당 왕조는 서방으로 국위를 떨치고 있었고, 정관(貞觀) 9년(635년)에 아라본(阿羅本)이라는 이름의 선교사가 처음 경교를 중국에 전했다. 이후 악 150년간 당 왕조의 보호를 받으며 경교는 융성했고 당 건중 2년(781년)에 중앙아시아의 투카라 국 발흐 출신으로 당 왕조에 중용되어 광록대부(光祿大夫)・삭방절도부사(朔方節度副使)・시전중감(試殿中監)이 된 이사(伊斯, 이드즈두브지드Izadbuzid?)라는 자가 자금을 대어 이 기념비를 장안 서녕방의 대진사에 세우게 되었다. 비석에는 경교의 교의와 중국으로의 전래사가 담겨졌다. 그러나 9세기 무렵 즉위한 무종(武宗)은 도교(道教)을 숭상하면서 불교 등 외래 종교를 탄압했고(회창폐불) 경교도 함께 탄압을 받아 많은 대진사가 파괴되었다. 그 무렵에 비석도 땅 속에 파묻히게 된 것으로 보인다.

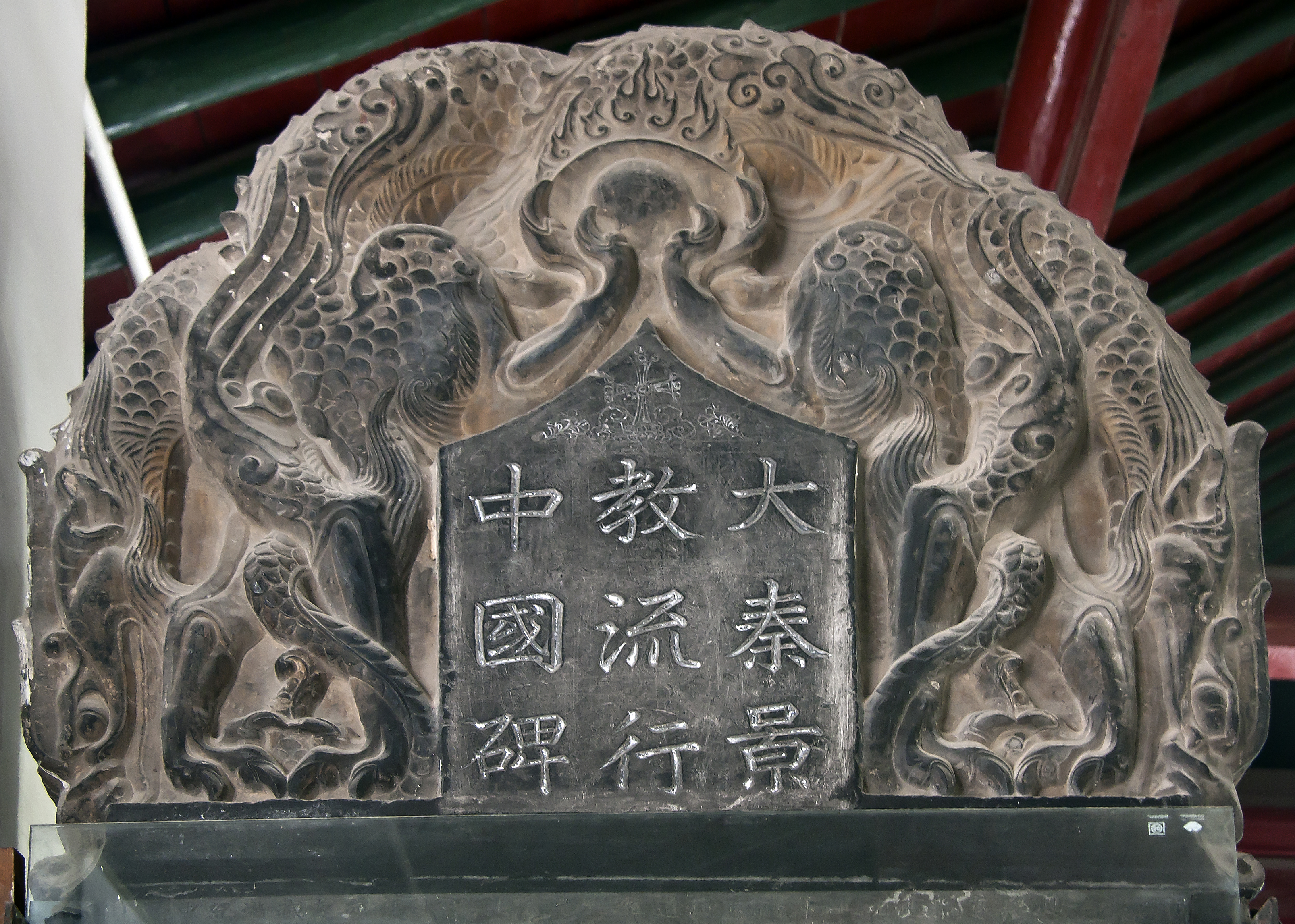
이수에 새겨진 십자가

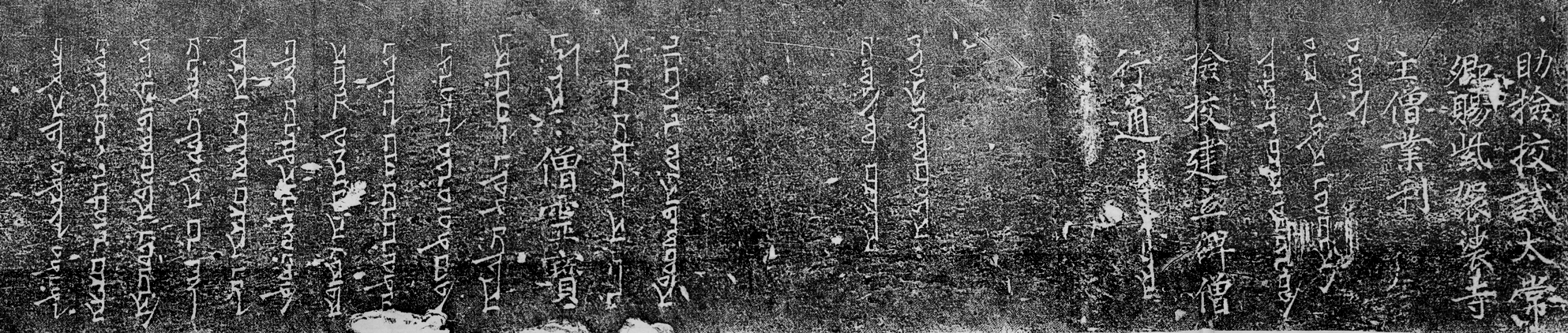
비석의 시리아 문자

비석은 검은색 석회석으로 높이는 귀부(龜趺)를 제외하고 약 270cm, 폭 평균 약 100cm, 두께 약 28cm이다. 제액(題額)에는 「대진경교유행중국비(大秦景教流行中國碑)」라 쓰여 있고 그 상부에 십자가가 음각되어 있다. 비문은 32행으로 행마다 62자씩 약 1900자가 새겨져 있다. 서역인 승려 경정(景淨, 서역명은 아담)이 찬(撰)하고 글씨는 여수암(呂秀巖)이라는 사람이 쓴 것으로 격조가 높다. 한자 외에 당시 전도에 쓰였던 에스트란게로(Estrangelo)라 불리는 시리아 문자로 경교 승려 70인의 이름을 새기고 그에 상응하는 한자명도 기록하였다.

## 비문
비문 내용은 『대정신수대장경』외교부(外教部)에 실려있다. 《전당문》(全唐文)에도 수록되어 있으나 탈자가 많다. 기독교의 교의를 서술한 뒤 아라본이 경교를 전했을 때 당 태종이 감격하고 재상 방현령(房玄齡)과 위징(魏徵)을 시켜 이 종교를 황궁에서 맞아들이게 하고, 경교 경전의 중국어 번역을 허가하고 선교를 권장했으며, 3년 뒤인 정관 12년(638년) 7월에 조칙을 내려 수도 장안에 경교 사원(당시에는 파사사)을 짓고 21명의 승려를 제도시켰고, 현종(玄宗)이나 당의 명장 곽자의(郭子儀)가 경교를 비호한 사실 등을 기록하였다. 또한 경교가 중국에 전래된 후 상당히 유행하여 "교회가 온 성에 가득했고 집집마다 다광명정대한 복으로 풍성했다."라고 기록하고 있다.
비문의 지은이인 경정은 페르시아 사람으로 장안 서명사(西明寺)의 승려 반야삼장(般若三藏)과 친교가 있었고(반야삼장은 북인도인) 소그드어판 《이취경》(理趣經)을 함께 번역하기도 했다. 일본의 승려 구카이(空海)가 당에 들어갔을 때도 서명사에서 반야삼장에서 배운 적이 있는 것으로 알려져 있다.
기독교의 창조주이기도 한 야훼는 비문에서 아라파(阿羅訶, 시리아어 음사)로 표기되어 있다.

## 발견・연구사

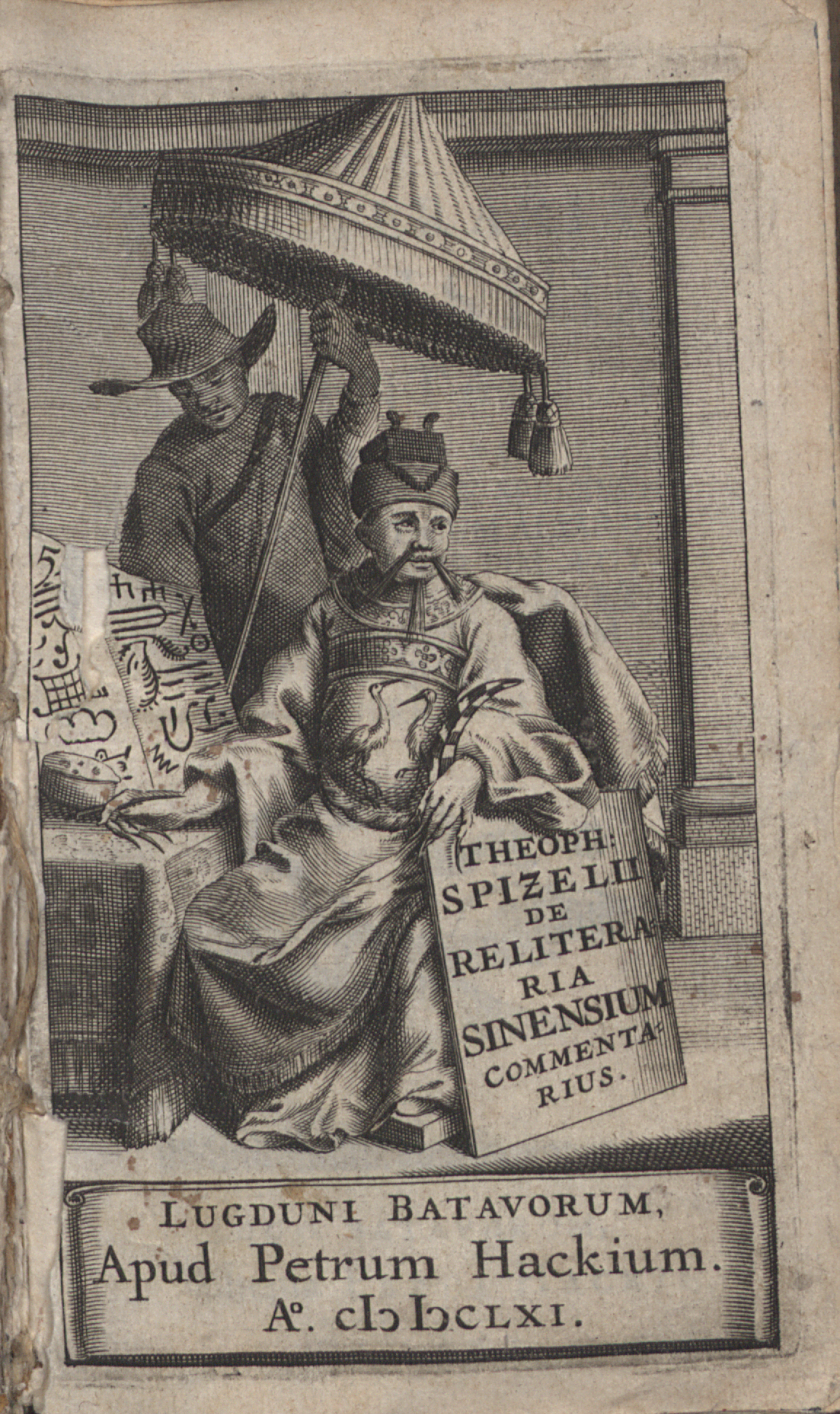
Theophil Gottlieb Spitzel, De re literaria Sinensium commentarius, 1660

800년 뒤인 명 왕조 천계(天啓) 3년(1623년) 또는 천계 5년(1625년)에야 비석은 발굴되었다. 양마약(陽瑪諾)이라는 이름으로 저장성(浙江省) 항저우 부(杭州府)에서 선교활동을 하던 선교사 임마누엘 디아즈(Emmanuel Diaz)가 쓴 《당경교비송정전》(唐景教碑頌正詮) 서문에 비석의 발굴 시기를 「대명천계3년(大明天啓三年)」이라 되어 있다. 당시 포르투갈의 예수회 선교사였던 알바르도 세메도(Álvaro Semedo, 중국명 노덕소魯德照)의 《중국 통사》(The History of China)에 발굴 당시의 상황이 기술되어 있다. 중국식 이름을 노덕소(魯德照)라고 하는 세메도는 천계 8년(1628년) 연구차 시안(西安)을 방문했다.
비석이 발굴된 것은 당 왕조의 도읍지였뎐 시안에서 서남쪽으로 150리 떨어진 주지 현의 대진사라는 불교 사찰이었다. 발굴 뒤 불교 사찰인 금승사(金勝寺)로 옮겨진 비석은 한동안 방치되어 있었다. 헬러(Heller)의 《시안부(西安府)의 네스토리우스교 비석》(Das Nestorianische Denkmal in Singan fu)이나 코르디에(Cordier)의 《중국 서적사》(Bibliotheca Sinica), 청(清) 왕조의 고증학자 양영이 지은 《경교비문기사고정》(景教碑文紀事攷正), 윌리(Wylie))의 《시안부의 네스토리우스교 비석》(The Nestorian Tablet of Se-gan Foo) 등이 있으며, 상하이(上海)에 있던 예수회 선교사 아브레(Havret)가 비문을 번역하였다.
출토된 뒤 30년 동안 3개 국어로 번역된 8종의 비문의 서양어역이 나왔고, 곧장 유럽에 소개되었다. 그러나 1860년대에 이 지방에서 일어난 이슬람 교도의 소란으로 금승사가 그만 불타면서 경내에 비석을 보관하기 위해 지었던 비정(碑亭)도 소실되었다. 그 뒤 서안 비림(碑林, 지금의 시안비림박물관)으로 옮겨졌다.
일본에서는 불교학자 구와바라 지쓰조(桑原隲蔵)와 사에키 요시로(佐伯好郎)가 비문을 연구하였다.

## 경교비의 모조비
일본 교토 대학(京都大学)과 고야 산(高野山) 오우인(奧院)에 1911년(메이지 44년)에 경교비의 모조품이 세워졌는데, 아일랜드의 불교연구자 골든(Gordon) 여사가 자금을 내어 세우게 되었다고 한다. 골든 여사는 1917년에 한국의 금강산 장안사에도 경교비의 모조비를 세우는데 자금을 출자했다. 숭실대학교 한국기독교박물관에 이 모조비의 탁본이 소장 전시되어 있다.

## 같이 보기
- 경교
- 아시리아 동방교회

## 참고 문헌
- 김상근 《인물로 읽는 교회사》 평단문화사, 2007년
- 쉬홍씽 《천추흥망》(정대웅 역) 따뜻한손, 2010년
- 이시다 미키노스케 《장안의 봄》(이동철, 박은희 옮김) 도서출판 이산, 2004년
- 정수일 《문명의 루트 실크로드》 효형출판, 2002년